# 山岸一雄
山岸一雄（1934年4月28日—2015年4月1日），生於日本長野縣中野市（山之內），廚師，在東京都豐島區東池袋創立拉麵店東池袋大勝軒。對於拉麵料理有極大貢獻，他創造了沾麵（つけ麺），被人稱為拉麵之神。

## 生平
其父為職業軍人，服務於大日本帝國海軍，於1942年戰死，那時山岸一雄只有8歲。
幼年時，山岸一雄原本的志願是加入海軍，但在第二次世界大戰結束後，他放棄這個夢想。1950年，中學畢業後，至東京工作。最初在印刷工廠工作，1951年，在拉麵店當學徒的堂兄打算獨立出來開店，於是邀請他過來幫忙，由此進入拉麵之路，學習拉麵料理，當時他17歲。
1961年，27歲的他決定獨立，帶著從小一起長大、去年和自己結婚的表妹二三子及親妹出來開店。
當年兩人的蜜月旅行就是一起回到故鄉長野，這也是山岸一雄此生最後一次回到家鄉。
他創造了將拉麵的麵條與熱湯分開上桌的吃法，在文獻記錄上，是首位創造沾麵吃法的廚師。1961年6月6月，山岸一雄創立了大勝軒這個拉麵店，其徒弟則建立許多分店（不收權利金），將沾麵吃法推廣到全日本。
無論過去還是現在，說到大勝軒就讓人聯想到比同業還要多的麵量，別人的普通碗用麵大約是160g，大勝軒是260g。
山岸一雄受訪時曾說：「因為我自己食量大，所以給客人的量也是以我為基準設定的。我小時候因為家裡貧窮，很少有機會能吃飽，所以自己開了拉麵店以後就有一種強烈的心情，希望所有的客人都能用不多的金錢飽餐一頓，特別是那些從偏鄉來到都市闖蕩的年輕人，大家手頭都很緊啊。」

## 師徒關係
日本自古有名為「暖簾(のれん)分け」的習慣，以拉麵店來說，修業滿3~5年習得本事後可被允許延用店名獨立出去開店。但大勝軒有些不同，在為人大方、不吝與分享所知的山岸一雄的店裡，時常出現前來修業的新面孔，不光是已有拉麵基礎技巧的學徒，甚至中年轉業對拉麵一無所知的人、完全幫不上忙的人也能在廚房觀摩。
儘管大部分的學徒約1~3個月就結束休業離開，山岸一雄仍然不吝於讓所有曾在此的學徒們使用大勝軒的名號開店，這份慈祥、無私的精神在學徒們心中有著像佛一般的形象，是心中永遠的Master。

## 人生逆境
1986年，山岸一雄妻子罹患胃癌驟逝，享年52歲，這段時間大勝軒罕見地半年沒有開店，直到隔年兩位資深弟子應客人盛情重新開店。在那之後，為避免觸景傷情山岸一雄封鎖了一樓的房間及整個二樓，將愛妻的記憶留存心中。妻子生前負責收款、管帳，在去世後那些物品的擺設仍維持原貌，不曾改變擺放。
直到2007年拆除老店建築時，那些和妻子相處日子的照片、雜誌才再度出現在施工人員及媒體的眼前。
因煮麵時需長時間站立，罹患嚴重的下肢静脈瘤，造成無法忍受的疼痛，最嚴重時下肢嚴重水腫，皮膚失去彈性必須由他人協助穿襪。手指也因為多年做煮麵甩麵的動作而僵硬，無法完全伸直。醫師曾告知必須改變生活習慣，開始運動、減重以降低膝關節負擔，但山岸一雄並未聽從醫囑。
2004年冬，因為健康狀況，山岸一雄在店裡倒下,終於至醫院進行治療（包括手術更換人工膝關節），並暫時中止其親煮之料理事業（東池大勝軒,由留下之徒弟栗山等人協助經營）。雖繼續營業但由於平常最後的調味都是由山岸一雄經手，徒弟們只能由老顧客的記憶試著調出拉麵之神的口味，這段時間大勝軒不再排隊、店內十幾個座位也很少坐滿、業績甚至下滑50%。
因為其顧客在店門口留下的大量鼓勵留言，山岸一雄八個月後重返東池大勝軒，再兩個月他重入廚房親煮拉麵，雖人潮復盛如前，然而手指疼痛的他只能在廚房站20分鐘，大約做30碗拉麵手就抬不起來，於是再委由徒弟栗山等人料理，山岸一雄僅從中監督指導。（因料理配方不藏私，山岸的廚房教育出許多新世代的拉麵廚師，但沒有一人能完美呈現山岸一雄的拉麵口味。）
2007年3月20日，因東池袋之都市重建計畫，大勝軒結束營業。2008年在原店址附近再度開業，由二代店長飯野敏彥經營。
與妻子二三子並無留下子嗣，山岸一雄曾說這上百名曾在店裡待過的學徒就像他的兒子。在都市重建後，當他聽說大勝軒原址蓋起一棟樓高52層的大樓時，他心想是52歲過世妻子的顯現。
這時其中一名弟子田代浩二便出資買下52樓的屋子，直到逝世為止山岸一雄都住在這裡，有時候這些開枝散葉的學徒會帶著家眷前來拜訪，就像兒女帶著孫子輩返鄉一樣。
2015年4月1日因心臟衰竭在東京的醫院病逝。享年80歲。

## 弟子分裂
在其過世半年後，大勝軒弟子集結而成的互助組織「暖簾會」(大勝軒のれん会)發生了分裂。
反對派首先對曾二度破門的飯野敏彥表達不適任的意見，再者使用大勝軒名號的加盟店被約束不能自行接受媒體採訪、必須將媒體引至本店做採訪，對事務局營運方針無法接受的成員也不在少數。最後，發生了徹底決裂的導火線「火葬場事件」，不滿身為治喪委員的飯野未通知葬禮日期、並於當天拒絕希望參加的弟子進場，原約60人的組織其中16名成員出走另組「大勝軒 味與心守護會」(大勝軒 味と心を守る会 （页面存档备份，存于）)。